# Joe Farman
Pour les articles homonymes, voir Farman.
Joseph Charles Farman, né le 7 août 1930 à Norwich et mort le 11 mai 2013 à Cambridge, est un géophysicien britannique, membre du British Antarctic Survey (BAS), connu pour avoir révélé dans un article publié en 1985, dans la revue scientifique Nature, la découverte d'un trou dans la couche d’ozone stratosphérique située au-dessus de l’Antarctique.

## Biographie
À l'issue de sa première scolarité à Norwich, il obtient une bourse pour entrer au Corpus Christi College de Cambridge où il étudie les sciences naturelles. Il décroche son diplôme en 1953.
En 1956, il décide de partir effectuer des recherches scientifiques en Antarctique. Il rejoint ce qui devient l'opérateur national britannique sur ce continent en 1962 et est nommé directeur scientifique de ce qui s'appelle à cette époque le Falkland Islands Dependency Survey, basé à Cambridge. Il passe les hivers 1958 et 1959 au sud de l'Argentine et en Antarctique. 
Nommé à la tête de l'unité de physique de l'Université d’Édimbourg en 1969, il revient ensuite au British Antarctic Survey comme chef de la section physique en 1976 afin de concentrer ses recherches sur la surveillance de la couche d'ozone en Antarctique. À partir de 1957, il recueille des données atmosphériques de la station de Halley Bay, située sur ce continent, en envoyant chaque année des équipes sur place afin de mesurer les concentrations de gaz et de substances chimiques susceptibles d'appauvrir la couche d'ozone.
Le 16 mai 1985, au terme de plusieurs années de recherche, il publie, avec les chercheurs Brian Gardiner et Jon Shanklin, un article dans le magazine scientifique Nature révélant l'existence d'un trou dans la couche d'ozone, situé au-dessus de l'Antarctique. L'étude de Farman et de ses collègues démontre que les niveaux d'ozone au-dessus de ce continent ont chuté de 40% entre 1975 et 1984 et que cet appauvrissement ne serait nullement dû à un phénomène naturel, mais à la concentration de chlorofluorocarbures (CFC). Cette étude est considérée comme l'une des plus importantes découvertes environnementales et scientifiques du XXe siècle. Elle conduit au Protocole de Montréal en 1989, visant à contrôler, voire à "éliminer" les gaz et autres substances chimiques nocives pour la couche d'ozone.  
Joe Farman mène sa dernière expédition en Antarctique en 1990. Il décède à Cambridge le 11 mai 2013, âgé de 82 ans. 

## Distinctions
Joe Farman a reçu plusieurs récompenses pour ses travaux de recherche, dont la Médaille environnementale décernée par le Society of Chemical Industry (SCI) et le Global 500 Roll of Honour. Il devient membre de l'Ordre de l'Empire britannique (OBE) en 1988 et Commandeur de l'Ordre de l'Empire britannique (CBE) en 2000.